# Rezervační systém
Rezervační systém je druh informačního systému, jehož primárním účelem je přesně evidovat rezervace a dostupnost libovolných komodit v reálném čase. Komoditou může být výrobek nebo služba (vstupenka, jízdenka, auto, ubytování, sportovní potřeby, atd.) Rezervační systém poskytuje informace o vytížení komodity a zabraňuje přečerpání kapacit.
Hlavním nástrojem je rezervační formulář. Historicky vznikly v letecké a železniční dopravě a následně našly uplatnění v ubytovacích a dalších službách cestovního ruchu a později pronikly i do ostatních oborů.
Rezervační systémy mohou být sekundárně napojeny na další systémy jako je CRM nebo platební systémy. 

## Příklady rezervačních systémů

### Americké
- Sabre
- Worldspan
- Apollo
- System One

### Evropské
- Mevris
- Amadeus
- Galileo

### Asijské
- Abacus

### České
- AMSBUS, rezervační systém pro autobusovou dopravu
- ARES (rezervační systém), automatizovaný místenkový systém Českých drah
- MagicWare
- Notado, rezervační systém pro menší podniky poskytující služby a kurzy
- Reservio
- PEAR
- Reenio
- REZEO
- Ubyweb.cz
- WebCall
- Zenamu